# Arakawa Under the Bridge
 (mai 2021).
Arakawa Under the Bridge (荒川アンダー ザ ブリッジ, Arakawa Andā za Burijji) est un manga japonais créé par Hikaru Nakamura. Le manga a été pré-publiée dans le magazine Young GanGan à partir du 3 décembre 2004. Une adaptation en anime par Shaft a été diffusée au Japon entre le 4 avril 2010 et le 27 juin 2010 sur TV Tokyo. Une deuxième saison, intitulée Arakawa Under the Bridge X Bridge, diffusée au Japon entre le 3 octobre 2010 et le 26 décembre 2010.

## Synopsis
Situé à Arakawa (Tokyo), l'histoire suit les aventures de Kou Ichinomiya, un homme qui a accompli tout par lui-même. Depuis qu'il était petit, son père lui a enseigné une seule règle : ne jamais être redevable envers quiconque. Un jour, à la suite d'événements malencontreux, il tombe dans la rivière Arakawa et se retrouve sur le point de se noyer. Une fille du nom de Nino lui porte secours, et donc lui sauve la vie. Cherchant à ne plus être redevable, mais sachant qu'il lui doit la vie, il lui demande comment il peut lui  rembourser sa dette, mais rien de ce qu'il propose ne l’intéresse. En fin de compte, elle lui dit qu'il y aurait bien une chose qu'elle voudrait : qu'il tombe amoureux d'elle, c'est ainsi que Kou commença à vivre sous un pont. Kou ne tardera pas à apprendre qu'Arakawa est un lieu plein de tarés et que toutes les personnes vivant sous le pont sont ce que la société appelle « denpasan ».

## Personnages
Kou Ichinomiya (市ノ宮 行, Ichinomiya Kō)
Voix japonaise : Hiroshi Kamiya
Joué par: Kento Hayashi
Kou est le futur propriétaire de la société Ichinomiya. Il a 22 ans et était étudiant à l'université avant de vivre sous le pont. Tout au long de sa vie, il a appliqué la règle familiale consistant à ne jamais être redevable envers quelqu'un. Après avoir failli se noyer dans la rivière, il a commencé une relation avec sa bienfaitrice, Nino, car c'était le seul moyen de supprimer sa dette envers elle pour lui avoir sauvé la vie. Il est nommé "Recruit" (リクルート, Rikurūto) par le chef du village, mais les villageois ont l'habitude de l'appeler "Ric" ("Riku"). S'il devient redevable envers quelqu'un, mais ne peut pas le rembourser, il a des crises d'asthme. Depuis tout petit, il a reçu la meilleure éducation, a appris à jouer de nombreux instruments et a obtenu une ceinture noire en karaté. Kou a décidé de vivre dans la "villa" plutôt que dans la "maison" de Nino quand il a emménagé dans le village, ne sachant pas que la "villa" correspondait à une zone vide du haut d'un des piliers sous le pont. Rapidement, il remédie à la situation en construisant lui-même un bon appartement à cet emplacement. Son travail dans le village est d'être l'enseignant pour les enfants du village. En raison de son éducation et de son arrivée soudaine dans la vie sous le pont, il est exaspéré par les nombreuses absurdités que les autres trouvent normal.
Nino (ニノ, Nino)
Voix japonaise : Maaya Sakamoto
Joué par: Mirei Kiritani
Une mystérieuse jeune fille qui vit à Arakawa. Elle se proclame être une vénusienne et deviens la petite amie de Kou. L'origine de son nom vient du survêtement qu'elle porte tout le temps avec l'étiquette "Class 2-3" (Ni-no-san). Elle est une nageuse incroyable et peut rester sous l'eau pendant plusieurs minutes. Avec cette compétence, Nino va régulièrement pêcher dans la rivière et c'est son emploi au village de fournir du poisson aux résidents. Elle oublie souvent des informations importantes et a souvent besoin de Kou afin de lui rappeler. Sa maison est construite en carton, avec l'entrée scellée par un grand rideau. Son somptueux lit est fait de velours, même si elle choisit de dormir dans le tiroir sous le lit. Quand elle est effrayé ou en colère, elle couvre sa tête avec son survêtement et monte en haut d'un réverbère.
Village Chief (村長, Sonchō)
Voix japonaise : Keiji Fujiwara
Joué par: Shun Oguri
Le chef du village indique être un kappa (malgré le fait qu'il porte évidemment un costume vert de kappa avec des fermetures Éclair visibles) de 620 ans. En tant que chef, quiconque souhaite vivre dans le village doit obtenir son approbation et recevoir de sa part un nouveau nom. Son visage change quand il court très rapidement, comme illustré lors de la course annuelle du village. Personne ne sait s'il est plus rapide que Shiro, puisque chaque année, il perd son intérêt pour la course et abandonne. Utilisant le prétexte de la préparation d'un voyage pour Vénus, il a dupé les villageois en se construisant une villa sous la rivière. Il semble avoir des secrets et protège Nino. Il réalise qu'il n'est pas vraiment un kappa, et dans les moments importants, il va retirer son costume. Il a une grande influence sur le gouvernement local, comme on peut le voir lorsqu'il arrête seul le plan du père de Ric de détruire le village du pont d'Arakawa. Il est très protecteur envers Nino, menaçant même de mort Shimazaki.

## Production et supports

### Liste des Volumes
| No. | Date de sortie    | ISBN                     |
| --- | ----------------- | ------------------------ |
| 1   | 25 août 2005      | (ISBN 978-4-7575-1481-2) |
| 2   | 25 décembre 2005  | (ISBN 978-4-7575-1576-5) |
| 3   | 25 mai 2006       | (ISBN 978-4-7575-1683-0) |
| 4   | 25 décembre 2006  | (ISBN 978-4-7575-1836-0) |
| 5   | 25 mai 2007       | (ISBN 978-4-7575-2018-9) |
| 6   | 25 décembre 2007  | (ISBN 978-4-7575-2162-9) |
| 7   | 25 mai 2008       | (ISBN 978-4-7575-2267-1) |
| 8   | 25 décembre 2008  | (ISBN 978-4-7575-2430-9) |
| 9   | 25 septembre 2009 | (ISBN 978-4-7575-2686-0) |
| 10  | 24 avril 2010     | (ISBN 978-4-7575-2858-1) |
| 11  | 25 octobre 2010   | (ISBN 978-4-7575-3037-9) |
| 12  | 25 juillet 2011   | (ISBN 978-4-7575-3297-7) |
| 13  | 25 avril 2013     | (ISBN 978-4-7575-3945-7) |
| 14  | 24 mai 2014       | (ISBN 978-4-7575-4156-6) |
| 15  | 20 novembre 2015  | (ISBN 978-4-7575-4790-2) |